# Тюленячі острови (Південні Шетландські острови)
Тюленячі острови також відомі як Острови Сіл (англ. Seal Islands, відомі як Îles des Phoques, Islas Foca, Islotes Foca та Seal Rocks) — це група невеликих островів і скелястих острівців, що лежать приблизно за 7 км на північ і північний захід від острова Слон, на південних Шетландських островах Антарктиди. Вони простягаються зі сходу на захід приблизно на 5 км і відокремлені від острова Слонів прольотом Селерів. Свою назву група отримала від найбільшого острова, який капітан Вільям Сміт назвав Острів Сіл у 1820 році через кількість убитих там тюленів.

## Опис
Тюленячі острови — найбільші у групі острови, які мають берегову лінію обривистих скель, з піщаним пляжем на західному березі та деякими невеликими бухтами. Вони піднімаються до 125 м у висоту. Складаються з погано консолідованих осадових порід, чутливих до хвиль та стоку ерозії. Інші острови групи аналогічно скелясті із крутими скелями та малою кількістю пляжів. Крижаний покрив сезонний.

## Важлива орнітологічна територія
Острови з морською зоною були визначені BirdLife International як важлива орнітологічна територія на 514 га, оскільки вони підтримують кілька племінних колоній антарктичних пінгвінів. Інші птахи, які гніздяться в цій групі в меншій кількості, включають золотоволосих пінгвінів (350 пар), південних гігантських буревісників, імператорських бакланів, пінтадо, океанників Вільсона, жовтодзьобих сніжниць та домініканських чайок. кергеленські морські котики розмножуються на островах, щорічно народжуючи близько 600 таких тюленів. Південний морський слон, тюлень Ведделла, морський леопард та тюлень-крабоїд виходять з води на берег цих островів.